# Johanna Naber
Johanna Wilhelmina Antoinette Naber (Haarlem, 25 de març del 1859 - La Haia, 30 de maig del 1941) fou una historiadora i escriptora feminista dels Països Baixos pertanyent a la segona onada del feminisme europeu. Fou cofundadora dels Arxius Internacionals per al Moviment de Dones (1935), ara anomenat Institut Atria del coneixement per a l'emancipació i la història de les dones, i fou autora de textos històrics sobre dones influents i sobre el moviment de dones.(1)

## Biografia
Naber nasqué a Haarlem en una família neerlandesa acomodada i intel·lectual. Era filla del rector i professor de filologia i llengües clàssiques Samuel Adrianus Naber (1828–1913) i Anna Elizabeth L'Honoré (1830–1915). La família Naber es traslladà de Zwolle (on s'havien mudat el 1864) a Amsterdam el 1870. El 1876, Johanna Naber obtingué el seu diploma de Hogere Burgerschool. Malgrat les ambicions de la seua filla, Samuel Naber no li va permetre estudiar en la universitat. Naber va viure sola per primera vegada als 77 anys. El primer llibre de Naber, relatiu a la costura artística, es publicà amb el pseudònim de Rechlindis el 1887.

### Participació en el moviment de dones
La participació de Naber en el moviment neerlandés feminista començà al 1896, quan s'inscrigué per a col·laborar en l'organització de l'Exposició Nacional sobre el Treball de les Dones. Durant l'exposició, al 1898, fou editora i escriptora de la revista oficial Vrouwenarbeid ('Treball de dones'). Naber fou membre de la junta i responsable de premsa de la Vereeniging voor Vrouwenkiesrecht (Organització Holandesa per al Sufragi de les Dones). Fou una de les sis dones neerlandeses presents en la reunió inaugural de l'Aliança International de Dones (IWSA) a Berlín el 1904. Durant un curt període fou la segona secretària assistent de l'organització, però hi hagué de renunciar pels seus compromisos com a historiadora i autora. Va participar en l'organització d'una segona exposició sobre les contribucions de les dones a la societat el 1913. Fou nomenada Dama de l'Orde de Orange-Nassau, i presidenta del Consell de Dones Neerlandeses entre 1917 i 1922. També va participar en el Consell Internacional de Dones . En la dècada dels 1930, treballà en l'oposició reeixida d'un projecte de llei que proposava prohibir que les dones casades treballassen (a la qual cosa ja s'havia oposat amb èxit el 1910).

### Historiadora i escriptora
Naber fou una historiadora autodidacta. Durant la dècada dels 1890, publicà sobre importants figures històriques femenines, així com treballs sobre els inicis del moviment neerlandés feminista en el segle xix. Alguns treballs notables són Wegbereidsters ('Pioneres'), del 1909, sobre dones que havien aplanat el camí per al moviment feminista, i sobre Fredrika Bremer (1901-1865) Naar hare brieven (1921), una biografia de la feminista i autora sueca basada en les seues cartes. A més a més, feu un assaig d'una visió general del Moviment de Dones Neerlandeses (titulat Eerste Proeve van een Chronologisch Overzicht van de Geschiedenis der Vrouwenbeweging en Nederland). Més tard, aquest text serviria com un important treball de referència per al resum que realitzà la fundadora d'Arxius Internacionals per al Moviment de Dones (IAV) Willemijn Posthumus-van der Goot sobre el moviment feminista neerlandés del segle xix Van Moeder op Dochter ('Mare a filla'). El 1914, Naber publicà De Nederlandsche Vrouwengids ('Guia de dones neerlandeses'). El 1918, fou la primera dona membre de la prestigiosa Maatschappij der Nederlandse Letterkunde o Societat de Literatura Neerlandesa.
El 1935 col·laborà amb les feministes Willemijn Posthumus-van der Goot i Rosa Manus per a crear els Arxius Internacionals per al Moviment de Dones (IAV), ara anomenat Atria, Institut del coneixement per a l'emancipació i la història de les dones.

### Política
A diferència de moltes de les seues contemporànies en el moviment feminista, Naber era una ferma opositora al pacifisme i s'implicà en organitzacions que advocaven per un exèrcit fort a principis de la dècada del 1920. Militava en el Partit de l'Estat Liberal i la seua idea sobre la igualtat entre sexes fou adoptada com a part del programa del partit.(3) 